# Sterling (Alaska)
Pour les articles homonymes, voir Sterling.
Sterling est une ville d'Alaska aux États-Unis, faisant partie du Borough de la péninsule de Kenai. C'est une census-designated place. Sa population est de 5 617 habitants en 2010.

## Situation et climat
Elle est située à 29 kilomètres à l'est de Kenai, au kilomètre 130 de la Sterling Highway. Elle s'étend au confluent de la rivière Kenai et de la rivière Moose, et le principal point d'accès aux champs de pétrole de la rivière Swanson.
Les températures moyennes vont de −16 °C à −6 °C en janvier et de 8 °C à 18 °C en juillet.

## Histoire
Le premier nom de Sterling était Naptowne, quand la localité commença à se peupler, en 1947. Ce nom pourrait être une modernisation du vocable Eskimo nap ou nape qui signifie arbre, forêt. Toutefois, avec l'arrivée de la Poste en 1954, la ville prit le nom de Sterling, en référence à la Sterling Highway qui desservait la localité.
Des découvertes archéologiques ont été faites sur le site de Sterling et de ses environs, mettant au jour des restes préhistoriques provenant du peuple Dena'ina comme des vestiges de maisons enterrées, qui seraient vieilles de deux millénaires. Actuellement, Sterling vit du tourisme, de la pêche et de la chasse, et est le point de départ d'une compétition annuelle de radeaux pneumatiques.

## Démographie
| 1960 | 1970 | 1980 | 1990  | 2000  | 2010  |
| ---- | ---- | ---- | ----- | ----- | ----- |
| 115  | 30   | 919  | 3 802 | 4 705 | 5 617 |